# Tetrorea discedens
Tetrorea discedens là một loài bọ cánh cứng trong họ Cerambycidae.